# Milestone S.r.l.
Milestone S.r.l. – włoski producent gier komputerowych z siedzibą w Mediolanie. Przedsiębiorstwo zostało założone w 1994 roku przez Antonio Farinę. Początkowo nazywało się Graffiti, jednak w 1996 nazwę zmieniono na Milestone.

## Wyprodukowane gry
- Super Loopz (1994)
- Iron Assault (1995)
- Screamer (gra komputerowa) (1995)
- Screamer 2 (1996)
- Screamer Rally (1997)
- Superbike World Championship (1999)
- Superbike 2000 (2000)
- Superbike 2001 (2000)
- Racing Evoluzione (Apex USA)  (2003)
- Alfa Romeo Racing Italiano (2005)
- Evolution GT (2006)
- Super-Bikes: Riding Challenge (2006)
- SBK-07 - Superbike World Championship (2007)
- MotoGP '07 (wersja PS2) (2007)
- SBK-08: Superbike World Championship (2008)
- MotoGP '08 (2008)
- SBK-09: Superbike World Championship (2009)
- Superstars V8 Racing (2009)
- Superstars V8 Racing Next Challenge (2010)
- SBK X: Superbike World Championship (2010)
- WRC: FIA World Rally Championship (2010)
- SBK 2011: Superbike World Championship (2011)
- WRC 2 FIA World Rally Championship (2011)
- FIM MUD Motocross World Championship (2012)
- SBK Generations (2012)
- WRC 3 FIA World Rally Championship (2012)
- WRC Powerslide (2013)
- MotoGP 13 (2013)
- WRC 4 FIA World Rally Championship (2013)
- MXGP The Official Motocross Videogame (2014)[1]